# Australian Championships 1930
Gli Australian Championships 1930 (conosciuto oggi come Australian Open) sono stati la 23ª edizione degli Australian Championships e prima prova stagionale dello Slam per il 1930. Si è disputato dal 18 al 25 gennaio 1930 sui campi in erba del Kooyong Stadium di Melbourne in Australia.
Il singolare maschile è stato vinto dall'australiano Gar Moon, che si è imposto sul connazionale Harry Hopman in tre set. Il singolare femminile è stato vinto dall'australiana Daphne Akhurst Cozens, che ha battuto la connazionale Sylvia Lance Harper in tre set. Nel doppio maschile si è imposta la coppia formata da Jack Crawford e Harry Hopman, mentre nel doppio femminile hanno trionfato Margaret Molesworth e Emily Hood. Il doppio misto è stato vinto da Nell Hall Hopman e Harry Hopman.

## Risultati

### Singolare maschile
Edgar Moon ha battuto in finale  Harry Hopman con il punteggio di 6–3, 6–1, 6–3

### Singolare femminile
Daphne Akhurst Cozens ha battuto in finale  Sylvia Lance Harper con il punteggio di 10-8, 2–6, 7–5

### Doppio maschile
Jack Crawford /  Harry Hopman hanno battuto in finale  Tim Fitchett /  John Hawkes con il punteggio di 8–6, 6–1, 2–6, 6–3

### Doppio femminile
Margaret Molesworth /  Emily Hood hanno battuto in finale  Marjorie Cox Crawford /  Sylvia Lance Harper con il punteggio di 6–3, 0–6, 7–5

### Doppio misto
Nell Hall Hopman /  Harry Hopman hanno battuto in finale  Marjorie Cox Crawford /  Jack Crawford con il punteggio di 11-9, 3–6, 6–3